# Rudolf Heinrich Suttrop
Rudolf Heinrich Suttrop (ur. 17 lipca 1911 w Lünen, zm. 28 maja 1946 w Landsberg am Lech) – zbrodniarz nazistowski, adiutant komendantów niemieckich obozów koncentracyjnych Gross-Rosen i Dachau oraz SS-Obersturmführer.

## Życiorys
Członek SS od 5 września 1933 (nr identyfikacyjny 230953) i NSDAP od września 1937. Od 1936 pełnił służbę w KL Sachsenburg, skąd w lipcu 1937 przeniesiony został do Buchenwaldu. Po wybuchu II wojny światowej walczył na froncie w ramach Waffen-SS. We wrześniu 1941 Suttrop powrócił do służby obozowej i został adiutantem komendanta Gross-Rosen Arthura Rödla i sprawował tę funkcję do 15 maja 1942. Następnie od połowy maja 1942 do 15 maja 1944 pełnił identyczną funkcję w Dachau (komendantami obozu w tym czasie byli Alex Piorkowski, Martin Weiss i Eduard Weiter). Od 15 maja 1944 do 6 marca 1945 był z kolei adiutantem komendanta Gross-Rosen Johannesa Hassebroeka.
Suttrop został osądzony przez amerykański Trybunał Wojskowy w Dachau w procesie US vs. Martin Gottfried Weiss i inni i skazany na karę śmierci przez powieszenie. Wyrok wykonano 28 maja 1946 w więzieniu Landsberg.